# Szysznikowate
Szysznikowate (Monocentridae) – niewielka rodzina małych, morskich ryb beryksokształtnych (Beryciformes). Spotykane w akwariach publicznych.

## Zasięg występowania
Wody strefy tropikalnej i subtropikalnej Oceanu Indyjskiego i Spokojnego, najczęściej na głębokościach od 30–300 m p.p.m. Narybek pływa na mniejszych głębokościach.

## Charakterystyka
Ciało masywne, owalne w obrysie, pokryte dużymi, ciemno obrzeżonymi łuskami. Ubarwienie od żółtego do pomarańczowego. W płetwach brzusznych twardy kolec. Płetwa grzbietowa dwuczęściowa, z czego w pierwszej części występuje od 4–7 promieni ciernistych o różnej długości. Druga płetwa grzbietowa i płetwa odbytowa nie zawierają promieni twardych. Oczy duże.
W dolnej szczęce występują dwa narządy świetlne. Pomarańczowe za dnia, a nocą niebieskozielone światło jest wytwarzane przez bakterie symbiotyczne. Narządy świetlne są wykorzystywane do wabienia zdobyczy. Dymorfizm płciowy nie jest widoczny.
Szysznikowate są rybami małymi, osiągają długość od 10–22 cm. Prowadzą nocny tryb życia. Ich biologia rozrodu jest słabo poznana. Żywią się zooplanktonem.

## Klasyfikacja
Rodzaje zaliczane do tej rodziny:
Cleidopus  — Monocentris